# Conquista Futebol Clube
O Conquista Futebol Clube é um clube brasileiro de futebol, da cidade de Vitória da Conquista, no estado da Bahia. Suas cores são azul e branco.

## Títulos
| ESTADUAIS | ESTADUAIS                   | ESTADUAIS | ESTADUAIS  |
|           | Competição                  | Títulos   | Temporadas |
|           | Campeonato Baiano - Série B | 1         | 1994       |
| --------- | --------------------------- | --------- | ---------- |